# نرم‌افزار پزشکی
نرم‌افزار پزشکی هر نرم‌افزار یا سیستمی است که در چارچوب یک زمینه پزشکی مورد استفاده قرار می‌گیرد، مانند:
- نرم‌افزار مستقل برای اهداف تشخیصی یا درمانی مورد استفاده قرار می‌گیرد.
- نرم‌افزار تعبیه شده در یک دستگاه پزشکی (که اغلب به عنوان «نرم‌افزار دستگاه پزشکی» معرفی شده‌است)؛
- نرم‌افزاری که یک دستگاه پزشکی را هدایت می‌کند یا نحوه استفاده از آن را تعیین می‌کند.
- نرم‌افزاری که به عنوان لوازم جانبی به یک وسیله پزشکی عمل می‌کند.
- نرم‌افزاری که استفاده شده در طراحی، تولید و آزمایش یک دستگاه پزشکی؛ یا
- نرم‌افزاری که مدیریت کنترل کیفیت دستگاه پزشکی را ارائه می‌دهد.

## تاریخچه
نرم‌افزار پزشکی حداقل در دههٔ ۱۹۶۰ استفاده شده‌است، زمانی که اولین سیستم بررسی اطلاعات رایانه ای در محیطبیمارستان به وجود آمد توسط لاکهید مطرح شد. هرچه محاسبات بیشتر گسترده‌تر و مفیدتر شد در اواخر ۱۹۷۰ و ۱۹۸۰، مفهوم «نرم‌افزار پزشکی» به عنوان ابزاری برای مدیریت داده‌ها و عملیات در صنعت پزشکی - از جمله در مطب پزشک - رواج بیشتری پیدا کرد. نرم‌افزار پزشکی بیشتر در زمینه‌هایی مانند پزشکی هسته ای، قلب و عروق و ربات‌های پزشکی در اوایل ۱۹۹۰در پی بررسی بیشتر پزشکی برجسته تر می‌شدند و باعث می‌شدند طبیعت «ایمنی و بحرانی» نرم‌افزارهای پزشکی در جوامع تحقیقاتی و قانونگذاری بررسی شود. رسوایی دستگاه پرتودرمانی Therac-25 دامن زده‌است. توسعه استاندارد ISO 9000-3 و همچنین دستورالعمل دستگاه‌های پزشکی اروپایی در سال 1993 به ایجاد برخی از هماهنگی قوانین موجود با دستگاه‌های پزشکی و نرم‌افزارهای مرتبط با آنها کمک کرد و افزودن IEC 62304 در ۲۰۰۶ نیز بیشتر مورد تأیید قرار گرفت. چگونه نرم‌افزار دستگاه پزشکی باید توسعه داده و آزمایش شود. اداره غذا و داروی آمریکا (FDA) همچنین راهنمایی و تنظیم مقررات را بر روی نرم‌افزارهای پزشکی ارائه داده‌است، خصوصاً که به عنوان دستگاه‌های پزشکی تعبیه شده و مورد استفاده قرار می‌گیرد.

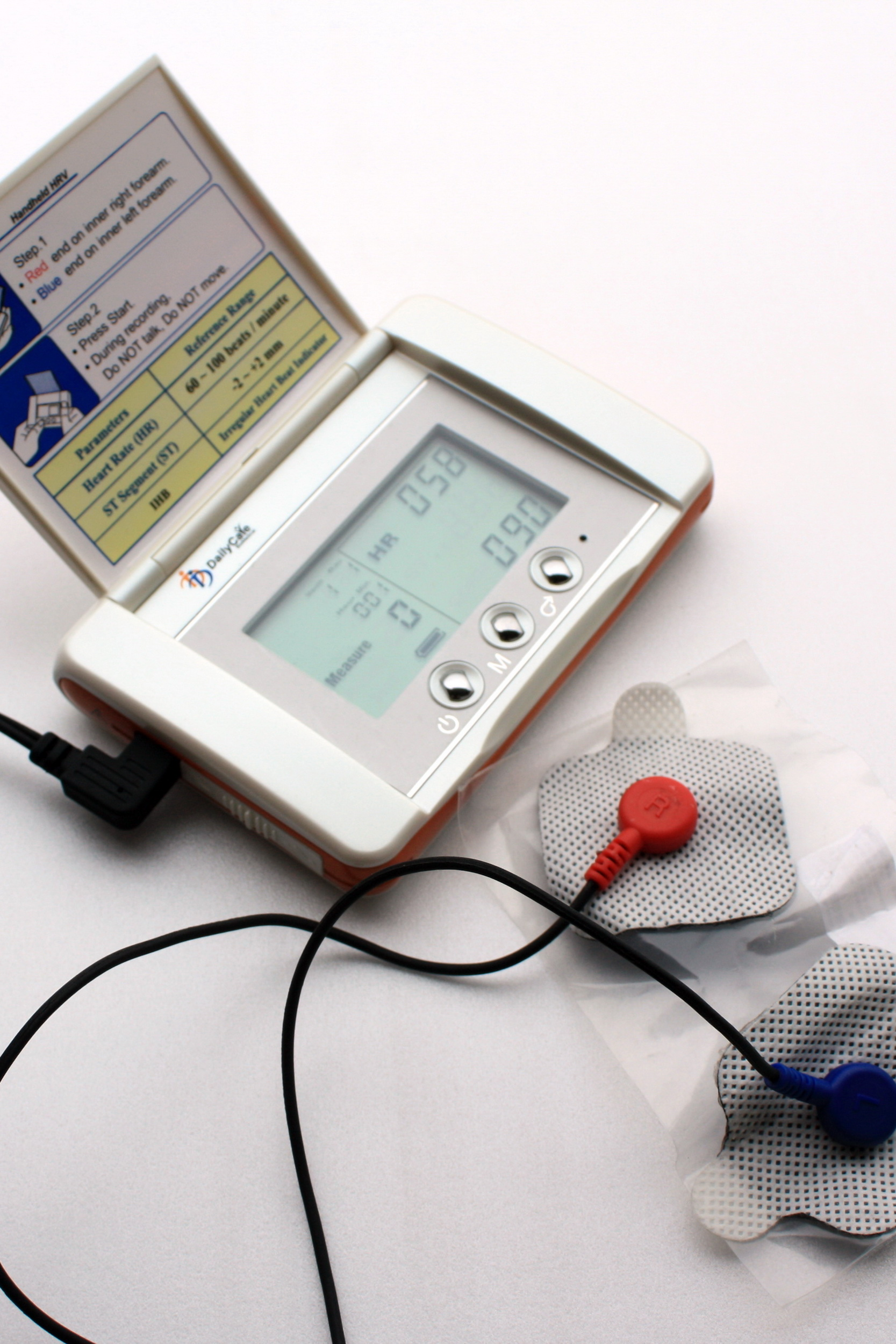
دستگاه قابل حمل با ضربان قلب نمونه ای از یک دستگاه پزشکی است که حاوی نرم‌افزار دستگاه پزشکی است.

## نرم‌افزار تجهیزات پزشکی
استاندارد جهانی IEC 62304 در مورد روش‌های چرخه عمر نرم‌افزار، نرم‌افزار تجهیزات پزشکی اظهار داشت این یک «سیستم نرم‌افزاری است که به منظور ادغام در دستگاه پزشکی در حال توسعه، توسعه یافته‌است یا که در نوع خود برای استفاده به عنوان یک وسیله پزشکی در نظر گرفته شده‌است.»
در آمریکا FDA اظهار داشت «هر نرم‌افزاری که تعریف قانونی [پزشکی] تجهیزات» را داشته باشد نرم‌افزار تجهیزات پزشکی محسوب می‌شود. تعبیری مشابه " نرم‌افزار می‌تواند یک وسیله پزشکی باشد" توسط اتحادیه اروپایی در ۲۰۰۷ با بروزرسانی تجهیزات پزشکی اروپایی، هنگامی که به‌طور خاص برای اهداف تشخیصی یا درمانی استفاده می‌شود."
با توجه به گستردگی این شرایط، طبقه‌بندی‌های متنوع را می‌توان برای نرم‌افزارهای مختلف پزشکی، به عنوان مثال بر اساس ماهیت فنی آنها (تعبیه شده در یک دستگاه یا مستقل)، بر روی سطح ایمنی آنها (از بی‌اهمیت‌ترین تا بیشترین ایمنی) ارائه داد. موارد بحرانی) یا عملکرد اصلی آنها (درمان، آموزش، تشخیص و مدیریت داده‌ها).
شرکت های تولید کننده نرم افزار پزشکی از کادر از متخصص خود در جهت به روز رسانی نرم افزار با نیازهای جامعه پزشکی و کلیه مراکز درمانی استفاده می نماید. این شرکت ها نرم افزار را برای هر تخصص به صورت اختصاصی طراحی می کنند به طور مثال: نرم افزار مدیریت درمانگاه، نرم افزار تخصصی دندانپزشکی، نرم افزار تخصصی چشم پزشکی، نرم افزار تخصصی پوست و زیبایی و ... .

### نرم‌افزار به عنوان یک وسیله پزشکی
افزایش چشمگیر استفاده از تلفن‌های هوشمند در قرن بیست و یکم باعث ظهور هزاران برنامه نرم‌افزاری مستقل وابسته به سلامتی و پزشکی شد که بسیاری از نظر مقررات در یک منطقه خاکستری یا حاشیه قرار گرفتند. در حالی که نرم‌افزارهای تعبیه شده در یک دستگاه پزشکی مورد توجه قرار می‌گرفت، نرم‌افزارهای پزشکی جدا از سخت افزار پزشکی - که از آن به انجمن بین‌المللی تنظیم کننده‌های دستگاه پزشکی گفته می‌شود(IMDRF) نرم‌افزار به عنوان "نرم‌افزاری به عنوان یک وسیله پزشکی" یا "SaMD" یاد می‌شود - ترک‌های نظارتی موجود را از بین می‌برد. در ایالات متحده، FDA سرانجام در ژوئیه ۲۰۱۱ درمورد "برنامه‌های کاربردی پزشکی موبایل" دستورالعمل جدیدی را منتشر کرد که اعضای جامعه حقوقی مانند Keith Barritt حدس می‌زنند که باید خوانده شود تا دلالت کند "مطابق با همه نرم‌افزارها … از زمان برگزاری آزمون برای تعیین اینکه آیا یک برنامه تلفن همراه یک برنامه کاربردی "پزشکی" تنظیم شده برای موبایل است، همان آزمایشی است که برای تعیین اینکه آیا نرم‌افزاری تنظیم شده‌است، از آن استفاده می‌کند. " نمونه‌هایی از برنامه‌های تلفن همراه که به‌طور بالقوه تحت پوشش راهنمایی قرار می‌گیرند شامل مواردی است که یک ضربان ساز نصب شده را تنظیم می‌کند یا آنهایی که تصاویر را برای ضایعات سرطانی، اشعه X و MRI تجزیه و تحلیل می‌کنند، داده‌های گرافیکی مانند فرم‌های موج EEG و همچنین مانیتورهای کنار تختخواب، آنالایزر ادرار، گلوکومتر، جسم‌شناسی، اسپیرومتر، ماشین حساب BMI، مانیتور ضربان قلب و ماشین حساب چربی بدن. با این که زمان هدایت نهایی آن در اواخر سال ۲۰۱۳ منتشر شد، اما اعضای کنگره در مورد چگونگی استفاده از راهنمایی‌ها در آینده نگران بودند، به ویژه با آنچه در قانون قانون SOFTWARE که اخیراً معرفی شده‌است، نگران باشند. . در همان زمان، IMDRF با انتشار نسخه‌های کلیدی خود در دسامبر ۲۰۱۳ بر روی چشم‌انداز جهانی تر SaMD کار می‌کرد، با تمرکز روی "[ایجاد] یک چارچوب مشترک برای تنظیم کنندگان برای کنترل کنترل‌های همگرا در رویکردهای نظارتی خود برای SaMD". گذشته از "لازم نبودن دستگاه پزشکی سخت افزاری برای دستیابی به هدف پزشکی در نظر گرفته شده"، IMDRF همچنین دریافت که SaMD همچنین نمی‌تواند یک وسیله پزشکی را هدایت کند، اگرچه می‌تواند به عنوان ماژول مورد استفاده قرار گیرد یا با یکی از آنها در ارتباط باشد. این گروه در سال ۲۰۱۵ اصول سیستم مدیریت کیفیت را برای SaMD توسعه داد.

## استانداردهای بین‌المللی
IEC 62304 به عنوان معیار استاندارد برای توسعه نرم‌افزارهای دستگاه‌های پزشکی، چه نرم‌افزار مستقل یا در غیر این صورت، درهر دو اتحادیه اروپا و ایالات متحده تبدیل شده‌است پیشرو در صنعت در فناوری‌های نرم‌افزاری، رهبران اصلی صنعت و تنظیم کننده‌های دولتی را به رسمیت شناخته‌است. ظهور بسیاری از محصولات نرم‌افزاری پزشکی مستقل که به عنوان ابزار پزشکی کار می‌کنند تشخیص دهند. این امر در تغییرات نظارتی در اتحادیه اروپا (راهنمای دستگاه‌های پزشکی اروپا) و ایالات متحده (اسناد مختلف راهنمایی FDA) منعکس شده‌است. علاوه بر این، الزامات سیستم مدیریت کیفیت برای ساخت یک دستگاه پزشکی نرم‌افزاری، مانند هر وسیله پزشکی، در آیین‌نامه سیستم‌های کیفیت ایالات متحده FDA و همچنین در ISO 13485: 2003 شرح داده شده‌است. تولیدکنندگان فناوری نرم‌افزار که در فضای دستگاه پزشکی نرم‌افزار فعالیت می‌کنند، تولید اجباری محصولات خود را مطابق با آن الزامات انجام می‌دهند. علاوه بر این، گرچه اجباری نیست، آنها می‌توانند با اجرای چنین الزامات سیستم کیفیتی که در استانداردهای بین‌المللی مانند ISO 13485: 2003 ارائه شده‌است، از صدور گواهینامه از یک نهاد مطلع مطلع شوند.